# Никола Јеркан
Никола Јеркан (Сплит, 8. децембар 1964) бивши је  хрватски фудбалер.
Рођен је у Сплиту, а професионалну каријеру започео је у НК Загреб.

## Каријера
Професионалну каријеру започео је у НК Загреб, за који је наступао од 1981. до 1983. године на 19 првенствених утакмица. Године 1983. прелази у Динамо Вунковци, где проводи три године, пре него што потписује за Хајдук Сплит 1986. године. У Хајдуку из Сплита од 1988. године играо је у првом тиму, две сезоне, пре него што је отишао из клуба и потписао уговор са Реалом Овиједо из Шпаније, 1990. године. Године 1991. изабран је за најбољег одбрамбеног играча Прве лиге Шпаније,
У периоду од 1992. до 1997. године наступао је за фудбалску репрезентацију Хрватске на 31 утакмици, а постигао је један гол, на мечу против репрезентације Литваније у Загребу, током квалификација за Европско првенство 1996. године.
Од лета 1996. године играо је за Нотингем Форест. Након тога провео је годину дана на позајмици у Рапиду Беч, током сезоне 1997/1998. Током сезоне 1998/1999. био је на клупи Нотингем Фореста, није одиграо ниједну утакмицу. Године 1999. прешао је у Шарлроу где је играо наредне две сезоне и пензионисао се.

## Трофеји

### Хајдук Сплит
- Куп Југославије у фудбалу 1986/87.